# Costa Daurada

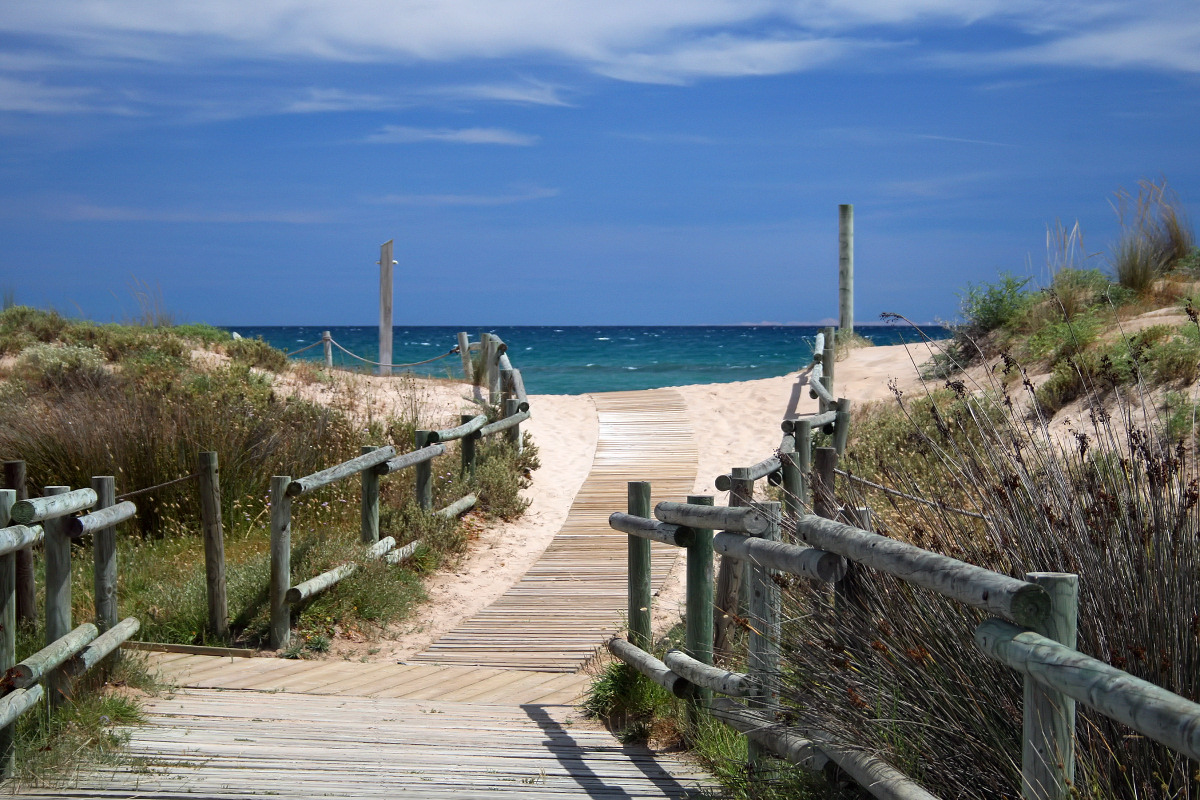
Die Costa Daurada bei Els Muntanyans

Die Costa Daurada (katalanisch; span. Costa Dorada; Goldene Küste) ist ein 216 km langer Küstenstreifen im Nordosten Spaniens, der sich von Vilanova i la Geltrú im Norden bis zum unmittelbar südlich des Ebrodeltas gelegenen Alcanar im Süden erstreckt. Somit bildet sie den gesamten Küstenbereich der Provinz Tarragona.
Im Gegensatz zur weiter nördlich liegenden Costa Brava ist die Costa Daurada von langen, feinkörnigen und sanft abfallenden Sandstränden geprägt, die geradezu ideale Voraussetzungen für den Badetourismus bilden. Der Anteil von Sandstränden im Vergleich zu Felsküsten liegt an der Costa Daurada deutlich über dem anderer spanischer Küstenabschnitte. 